# Армоа (Приморје)
Армоа (фр. Harmoye) насеље је и општина у северозападној Француској у региону Бретања, у департману Приморје која припада префектури Сен Бријек.
По подацима из 2011. године у општини је живело 419 становника, а густина насељености је износила 23,71 становника/km². Општина се простире на површини од 17,67 km². Налази се на средњој надморској висини од 180 метара (максималној 317 m, а минималној 175 m).

## Демографија
| 1962. | 1968. | 1975. | 1982. | 1990. | 1999. | 2011. |
| ----- | ----- | ----- | ----- | ----- | ----- | ----- |
| 525   | 555   | 464   | 424   | 374   | 383   | 419   |

График промене броја становника у току последњих година